# Toyota Mirai
Toyota Mirai är bilmodell från Toyota och dess första produktionsklara bränslecellsbil. Mirai betyder ”framtid” på japanska.
Bilen lanserades i Japan i december 2014 och kom till Danmark, Storbritannien, Tyskland och USA i slutet av 2015 och sommaren 2016 till Sverige.
Toyota Mirai är en typ av hybridbil som tankas med vätgas och drivs med en elmotor. Den tankas som en vanlig bil på en vätgasstation och fylls på mindre än fem minuter.
Toyota Mirais två vätgastankar rymmer 122,4 liter. Trycket är högt, närmare 700 bar. Tankarna är klädda i kolfiber på utsidan och med polymer inuti. En fylld tank ger en räckvidd på 35–40 mil beroende på körförhållanden.
Bilen har radarbaserad autobroms och dödavinkelvarnare medan kamerateknik övervakar filbyten. Toyota Mirai har plats för fyra personer.
Det vätgasdrivna bränslecellssystemet laddar upp ett nickel-metallhydrid batteri som i sin tur levererar el till bilens elmotor på 154 hästkrafter. Energiförbrukningen är 0,76 kg vätgas/100 km. Det enda som kommer ut ur ”avgasröret” är ren vattenånga.
Toyota Mirai utgör en del i företagets globala miljöprogram ”Toyota Environmental Challenge 2050”, som bland annat har som mål att reducera de genomsnittliga CO2-utsläppen från nya Toyota-fordon med 90 procent, jämfört med 2010 års nivå.

## Säkerhet - vätgas, bränslecellsstack
Mirais två tankar för vätgas är tillverkade i tre lager där insidan är klädd med polymer, mellanskiktet med kolfiberförstärkt polymer och utsidan med glasfiberförstärkt polymer. Toyotas bränslecellstack och högtryckstankarna är centralt placerade för bästa skydd. En stötsäker struktur skyddar bränslecellstacken och vätgastankarna om en olycka skulle inträffa. Dessutom finns det vätgassensorer som kan stänga av tankarnas centrala ventiler.

## Andra generationen
Den andra generationen av Mirai presenterades 2019 och lanserades 2020. Bilen fick en helt ny design både exteriört och interiört och är byggd på Toyotas TNGA-L plattform. Bland nyheterna finns bl.a: mindre bränslecellsstack med färre celler men med högre effekt, mindre litium-ion batteri, högre effekt på elmotor med placering bak och bakhjulsdrift, 5 sittplatser och större Head-up display. Räckvidden har ökat från 550 till 650 kilometer.

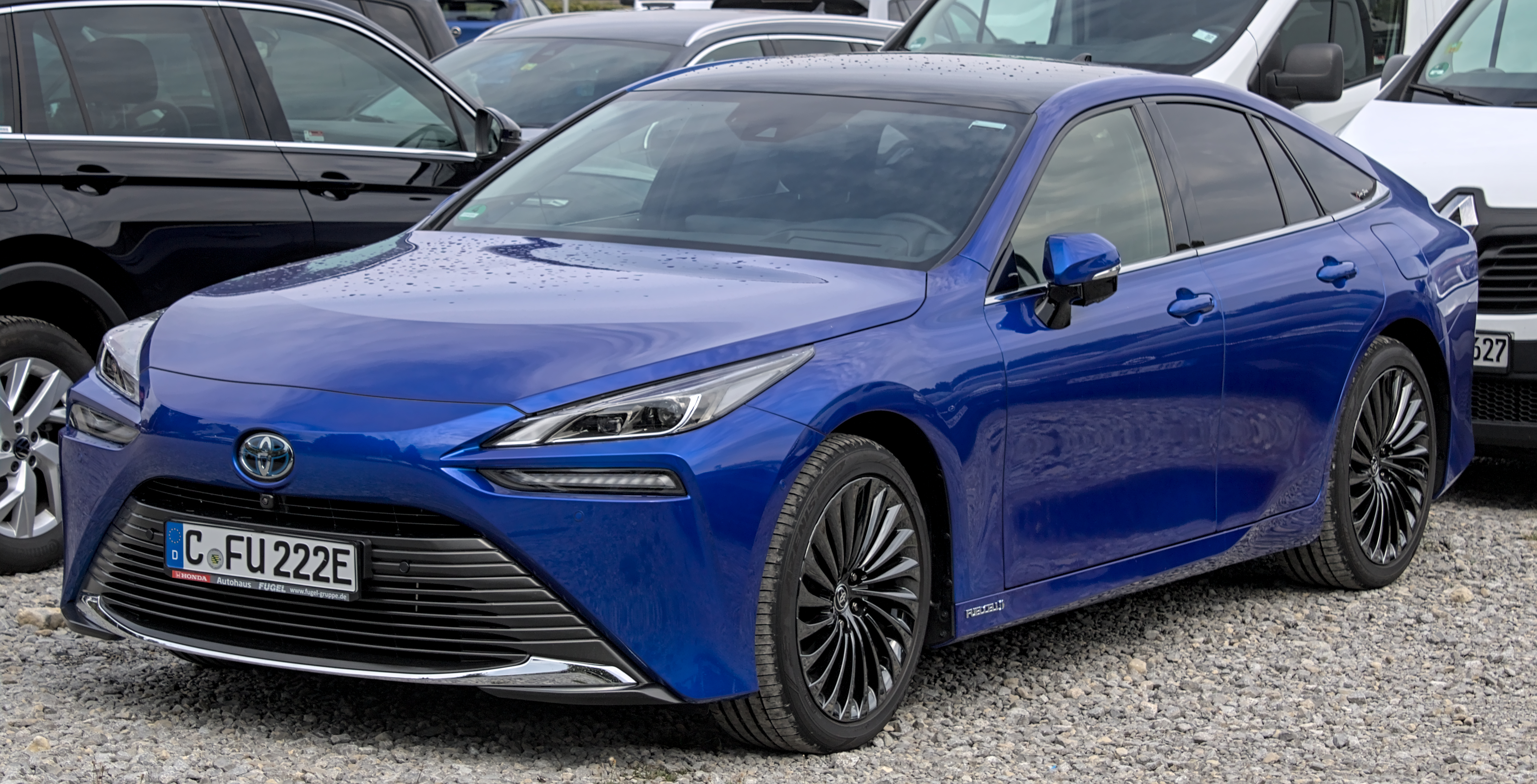
Toyota Mirai, andra generationen 2021

## Infrastruktur
Det fanns 2017 totalt fyra vätgasstationer i Sverige. De är belägna i Stockholm, Göteborg, Sandviken och Mariestad. Regeringen har satt som mål att det ska finnas 14 svenska vätgasmackar år 2020.

## Bränslecellssystem
| Toyota bränslecellssystem (TFCS) \| Bränslestacksnamn \| Toyota FC Stack \| \| Typ \| Polymerelektrolyt \| \| Energidensitet (kW/l) \| 3,1 (5,4 andra gen.) \| \| Antal vätgastankar \| 2 st ( 3 st andra gen.) \| \| Nominellt tryck (MPa/bar) \| 70/ca 700 \| \| Tankmaterial \| Kolfiberförstärkt plast \| \| Tankvolym (liter/kg) \| 122,4/5 (141/5,6 kg andra gen.) \| \| Elmotortyp \| Synkron växelströmsmotor/generator \| \| Max effekt (kW/hk) \| 113/154 (134/182 andra gen.) \| \| Max vridmoment (Nm) \| 335 (300 andra gen.) \| \| Batterityp \| Nickelmetallhydrid (Litium-ion - andra gen.) \| \| Batteri (kWh) \| 1,6 (4,0 andra gen.) \| |                                              |
| --- | -------------------------------------------- |
| Bränslestacksnamn | Toyota FC Stack                              |
| Typ | Polymerelektrolyt                            |
| Energidensitet (kW/l) | 3,1 (5,4 andra gen.)                         |
| Antal vätgastankar | 2 st ( 3 st andra gen.)                      |
| Nominellt tryck (MPa/bar) | 70/ca 700                                    |
| Tankmaterial | Kolfiberförstärkt plast                      |
| Tankvolym (liter/kg) | 122,4/5 (141/5,6 kg andra gen.)              |
| Elmotortyp | Synkron växelströmsmotor/generator           |
| Max effekt (kW/hk) | 113/154 (134/182 andra gen.)                 |
| Max vridmoment (Nm) | 335 (300 andra gen.)                         |
| Batterityp | Nickelmetallhydrid (Litium-ion - andra gen.) |
| Batteri (kWh) | 1,6 (4,0 andra gen.)                         |